# Pomlad (Botticelli)
Pomlad (italijansko Primavera, kar pomeni 'pomlad') je velika tabelna slika v temperi italijanskega renesančnega slikarja Sandra Botticellija, narejena v poznih 1470-ih ali zgodnjih 1480-ih (datumi so različni). Opisali so jo kot »sliko, o kateri je bilo največ napisano in kot eno najbolj kontroverznih slik na svetu«  in tudi kot »eno najbolj priljubljenih slik zahodne umetnosti«. 
Slika prikazuje skupino figur iz klasične mitologije v vrtu, vendar niso našli zgodba, ki bi to skupino likov združila. Večina kritikov se strinja, da je slika alegorija, ki temelji na bujni rasti pomladi, vendar se podatki o kakršnem koli natančnem pomenu razlikujejo, mnogi denimo vključujejo renesančni neoplatonizem, ki je očaral intelektualne kroge v Firencah. Vsebino slike je kot Pomlad prvič opisal oče umetnostne zgodovine Giorgio Vasari, ki jo je leta 1550 videl v Vili Castello blizu Firenc. 
Čeprav je danes znano, da nista par, je slika bila povezana z drugo Botticellijevo veliko mitološko sliko Rojstvo Venere, ki se prav tako nahaja v galeriji Uffizi. Skupaj spadata med najbolj znane slike na svetu in ikone italijanske renesanse. Od obeh je Rojstvo še bolj znano kot Pomlad . Kot upodobitvi z motiviko klasične mitologije sta s svojimi dimenzijami v zahodni umetnosti skorajda brez primere . Včasih je veljalo, da je obe naročil isti član družine Medici, vendar je to zdaj negotovo.
Zgodovina slike ni dobro znana, čeprav se zdi, da jo je naročil eden od družine Medici. Vsebinsko izhaja iz številnih klasičnih in renesančnih literarnih virov, vključno z deli starodavnega rimskega pesnika Ovida in, manj zagotovo, Lukrecija, morda pa je povezana tudi s pesmijo Poliziana, hišnega pesnika Medičejcev, ki je Botticelliju nemara pomagal pri sestavljanju vsebine kompozicije. Slika je od leta 1919 del zbirke galerije Uffizi v Firencah v Italiji.

## Kompozicija
Na sliki je šest ženskih figur in dva moška, skupaj z Kupidom v gozdu oranževcev. Gibanje kompozicije poteka od desne proti levi, tako da v tej smeri poteka tudi standardna identifikacija figur: skrajno desno »Zefir, marčevski veter ugrabi in poseduje nimfo Hlorido, s katero se pozneje poroči in ta se spremeni v boginjo pomladi, večno nosilko življenja in po tleh raztrese vrtnice.« Nimfo Hlorido prekrije Flora, boginja, v katero se nimfa preobrazi.
V središču (vendar ne povsem) in od ostalih figur nekoliko postavljena nazaj stoji Venera v modrem oblačilu ovita v rdeče ogrinjalo. Tako kot nabiralka cvetov tudi ona vrača pogled gledalcu. Drevesa za njo tvorijo zlomljen lok, da nariše oko. V zraku nad njo je Kupid z zavezanimi očmi in usmerjenim lokom v levo. Na levi strani slike so Tri Gracije, skupina treh žensk, prav tako v prosojno beli, združene z rokami v ples. Na skrajni levi Merkur, oblečen v rdeče barve z mečem in čelado, dviga svoj kerikej ali leseno palico proti nekaj modrim sivim oblakom.
Interakcije med figurami so enigmatične. Zefir in Hlorida se gledata. Flora in Venera gledata v gledalca, Kupid ima zavezane oči, Merkur pa je obrnil hrbet ostalim in pogledal v oblake. Srednja Gracija gleda proti njemu, medtem ko se drugi dve gledata. Florin nasmeh je bil zelo nenavaden za tisti čas.
Pastoralna kulisa je zapolnjena. Na sliki je upodobljenih 500 identificiranih rastlinskih vrst z okoli 190 različnimi cvetovi, od katerih jih je mogoče natančno prepoznati vsaj 130. Skupni videz in velikost slike sta podobni flamski tapiseriji millefleur ('tisoč rož'), ki so bile takrat priljubljen okras palač.
Te tapiserije do takrat niso dohitele umetniškega razvoja italijanske renesanse v 1480-ih, sestava slike pa ima vidike, ki spadajo v še vedno gotski slog. Figure so razporejene v grobi črti čez sprednji del slike, »postavljene ob strani kot biseri na vrvici«. Zdaj je znano, da je bil spodnji rob v okolju, za katerega je bila slika zasnovana, približno na ravni oči ali nekoliko nad njim, kar deloma razlaga »rahlo dvigajočo se ravnino«, na kateri stojijo figure.
Stopala Venere so precej višja od tistih drugih, kar kaže, da je za njimi, vendar je v istem merilu, če ne večjih, kot druge figure. Prekrivanje drugih figur z mečem Merkurja in Hloridine roke kaže, da stojijo rahlo pred levo Gracijo oziroma Floro, kar sicer ne bi bilo očitno drugače, na primer z njihovih nog. Trdijo, da cvetovi v zadnjem delu prostora slike ne postajajo manjši, kar je vsekakor značilnost tapiserij z millefleurjem.
Kostumi figur so različice oblek sodobnih Firenc, čeprav je takšen »kvazi-gledališki kostum, zasnovan za takšne maškare, kot jih je napisal Vasari, izumil Lorenzo de' Medici za državljanske festivale in turnirje«. Pomanjkanje očitne pripovedi se lahko nanaša na svet prireditev in živahnih predstavnikov, pa tudi na običajno statične gotske alegorije.

## Pomen
Znane so bile različne interpretacije figur, vendar se na splošno strinja, da je slika vsaj na neki ravni »izčrpna mitološka alegorija naraščajoče plodnosti sveta«. Misli se, da je Botticelli imel pomoč pri oblikovanju sestave slike, ne glede na pomen, ki naj bi jih vsebovala, saj se zdi, da slika odraža globoko poznavanje klasične literature in filozofije, ki ga Botticelli verjetno ne bi imel. Običajno se misli, da je bil v to vpleten Poliziano, čeprav je pogosto omenjen tudi Marsilio Ficino, drugi član kroga Lorenza de' Medici in ključna osebnost renesančnega neoplatonizma.
En vidik slike je prikaz napredka pomladne sezone, branje od desne proti levi. Veter zgodnje pomladi piha na kopnem in prinaša rast in cvetje, ki mu predseduje boginja Venera, boginja aprila, z leve Merkur, bog meseca maja v zgodnjem rimskem koledarju, preganja zadnje oblake pred poletjem. Poleg tega, da je del prizora sezona, Merkur pri odstranjevanju oblakov deluje kot čuvaj vrta, deloma razlaga njegovo vojaško obleko in pogled zunaj prostora slike. Odlomek v Vergilijevi Eneidi opisuje, kako je s svojim kerikejem čistil nebo. Neoplatonistični pogled na oblake je bolj pozitiven, ker so »čudovite tančice, skozi katere lahko sijaj transcendentne resnice doseže gledalca, ne da bi ga uničil«.
Venera predseduje vrtu - oranžni gaj (simbol Medičejcev). To je tudi Vrt Hesperid klasičnega mita, iz katerega so prišla zlata jabolka, uporabljena pri Parisovi sodbi; helenistični Grki so se odločili, da so to agrumi, ki so eksotični. Po Klaudijanovem mnenju tam ni bilo nobenih oblakov . Venera stoji pred temnimi listi grma mirte. Po Heziodu se je Venera rodila iz morja, potem ko je seme Urana padlo v vodo. Ko je prišla na kopno v školjki, je oblekla svojo goloto v mirto in rastlina ji je postala sveta. Venera se tukaj pojavlja kot svoj lik boginje poroke, oblečena in s skromnimi lasmi, kot naj bi se poročene ženske pojavile v javnosti .
Tri Gracije so sestre in tradicionalno spremljajo Venero. V klasični umetnosti (vendar ne v literaturi) so po navadi gole in običajno stojijo mirno, ko se držijo za roke, toda upodobitev je tukaj zelo blizu prilagajanju Seneke, Leona Battiste Albertija v njegovi De picturi (1435), ki jo je Botticelli zagotovo poznal . Edgar Wind jih z leve strani označuje kot Voluptas, Castitas in Pulchritudo (Užitek, Čednost in Lepota), čeprav v mitologiji najdemo druga imena in opaziti je, da se mnogi pisatelji, vključno z Lightbownom in Ettlingerjem, vzdržijo od imenovanja Botticellijevih Gracij. 
Kupidova puščica je usmerjena v srednjo Gracijo, Čednost glede na veter, vpliv ljubezni na čednost, ki vodi v zakonsko zvezo, pa se pojavlja v številnih interpretacijah. Čednost gleda v Merkurja in nekatere interpretacije, zlasti tiste, ki identificirajo figure po vzoru dejanskih posameznikov, vidijo ta par kot tistega, ki ustreza Hloridi in Zefirju na drugi strani slike.
V drugačni razlagi se osrednja figura Gracij, ki se obrača nazaj k prizorišču, ne zaveda grožnje, ki jo predstavlja Kupid, odreče zemeljski plodni ljubezni, ki jo predstavlja Zefir na desni. Njen poudarek je na Merkurju, ki sam gleda čez platno na tisto, za kar mnogi verjamejo, da je bil spremljevalec Pomladi: Palas in kentaver, v katerem se »ljubezen, usmerjena v znanje« (pooseblja Palas Atena), izkaže zmagoslavno nad poželenjem (simbolizira ga kentaver) .
Osnovna identifikacija figur je danes široko dogovorjena, v preteklosti pa so včasih za ženske na desni strani uporabljali druga imena, ki so v običajni razlagi dve stopnji iste osebe. Ženska v cvetoči obleki se lahko imenuje Primavera (personifikacija pomladi), s Floro je lik, ki ga je zasledoval Zefir.  En učenjak je leta 2011 predlagal, da osrednja figura sploh ni Venera, ampak Perzefona .
Poleg svojega očitnega pomena je bila slika interpretirana kot ponazoritev ideala neoplatonske ljubezni, ki ga je med Medičejci in njihovimi privrženci populariziral Marsilio Ficino. Neoplatonski filozofi so videli, da Venera vlada tako nad zemeljsko kot božansko ljubeznijo in trdili, da je klasični ekvivalent Device Marije; na to namiguje način, kako je uokvirjena v oltarju, ki je podoben sodobnim podobam Device Marije. Venerina roka dobrodošlice, verjetno usmerjena h gledalcu, je enaka tisti, ki jo je Marija uporabila za nadangela Gabrijela v sodobnih slikah 'Oznanjenja'.
Ponazoritve aluzij na imena Medici verjetno vključujejo zlate kroglice pomaranče, pri čemer spominjajo na medičejske grbe, desno lovorjevo drevo, bodisi za Lorenza in plamene na kostumu obeh Merkurja (za katerega je reden atribut ) in Venere, ki je tudi atribut svetega Lovrenca (Lorenzo v italijanščini). Merkur je bil bog medicine in zdravnikov, medici v italijanščini. Takšna besedna igra za Medičejce in v  Veneri in Marsu pa tečejo skozi vse Botticellijeve mitološke slike.

## Zgodovina
Izvor slike ni jasen. Botticelli je bil leta 1481/82 več mesecev v Rimu, slikal je v Sikstinski kapeli in predlagana datuma sta v zadnjih letih večinoma poznejša od tega, vendar še vedno včasih zgodnejša. Razmišljanje se je nekoliko spremenilo, ko je bil leta 1975 objavljen popis iz leta 1499 zbirke Lorenza di Pierfrancesco de' Medici .
V popisu iz leta 1499 je zapisano, da visi v mestni palači Lorenza di Pierfrancesca de' Medici in njegovega brata Giovannija Il Popolana. Bila sta bratranca Lorenza de Medici (Lorenzo il Magnifico), ki je bil dejansko vladar Firenc, po očetovi zgodnji smrti pa so postale njegove. Visela je nad velikim lettuccio, dovršenim kosom pohištva, vključno z dvignjenim podstavkom, sedežem in hrbtiščem, verjetno na vrhu z vencem. Dno slike je bilo verjetno približno na ravni gledalčevega očesa, to je precej višje, kot je obešena danes.
V isti sobi je bila Botticellijeva Palas in kentaver ter tudi velik tondo z Devico in otrokom. Tondo je zdaj neznan, vendar je vrsta slike, ki je posebej povezana z Botticellijem. Ta je bila od treh slik najvišje vrednosti in sicer 180 lir. V naslednjem popisu 1503 je zapisano, da je imela Pomlad velik bel okvir.
V prvi izdaji Življenje Botticellija, objavljenem leta 1550, je Giorgio Vasari povedal, da je videl to sliko in Rojstvo Venere, ki visi v medičejski podeželski vili Villa di Castello. Preden je bil inventar znan, je običajno veljalo, da sta bili obe sliki izdelani za vilo, verjetno kmalu po tem, ko jo je leta 1477 pridobil, naročil jo je Lorenzo di Pierfrancesco ali pa mu jo je morda dal starejši bratranec in skrbnik Lorenzo de' Medici. Kot nenavadno pravi Vasari, da sta obe sliki vsebovali ženske akte, kar tukaj ni natančno zapisano .
Večina učenjakov zdaj povezuje sliko s poroko Lorenza di Pierfrancesco de' Medici. Slike in pohištvo so pogosto dajali kot darila ob praznovanju porok. Poroka je bila 19. julija 1482, vendar je bila po smrti starejše Lorenzove matere 25. marca preložena. Prvotno je bila načrtovana za maj. Nedavni datumi so najraje v zgodnjih 1480-ih, ko se je Botticelli vrnil iz Rima, kar kaže, da je bila neposredno naročena v povezavi s to poroko, kar podpirajo mnogi.
Druga starejša teorija domneva, da je starejši Lorenzo portret naročil, da bi proslavil rojstvo svojega nečaka Giulio di Giuliana de' Medici (ki je pozneje postal papež), vendar se je po umoru na Giuliovega očeta, njegovega brata Giuliana leta 1478 premislil, in jo dal za poročno darilo Lorenzu di Pierfrancescu.
Pogosto se domneva, da je Lorenzo di Pierfrancesco vzor Merkurja v portretu, njegova nevesta Semirande pa je bila predstavljena kot Flora (ali Venera). V starejših teorijah, ki so sliko postavili v 1470, je bilo predlagano, da je bila model Venere Simonetta Vespucci, žena Marca Vespuccija in po priljubljeni legendi ljubica Giuliana de' Medici (za katerega včasih tudi pravijo, da je bil vzor za Merkurja). Te identifikacije so v veliki meri odvisne od zgodnjega datuma v 1470-ih, saj sta bila oba do leta 1478 mrtva. Simonetta je bila teta Lorenzove neveste Semirande.
Od takrat ko sta se ta slika in Rojstvo Venere združili v Castellu, ostajata skupaj. V Castellu sta ostali do leta 1815, ko so ju premestili v Uffizi. Nekaj let do leta 1919 so ju hranili v Galleria dell'Accademia, drugem vladnem muzeju v Firencah. Od leta 1919 visita v galeriji Uffizi v Firencah. Med italijansko kampanjo v drugi svetovni vojni so sliki preselili v grad Montegufoni približno 15 km jugozahodno od Firenc, da bi ju zaščitili pred  bombnimi napadi. 
Po vojni so ju vrnili v galerijo Uffizi, kjer ostajata do danes. Leta 1978 je bila slika obnovljena. Delo je sčasoma močno potemnelo. 
- Flora, boginja cvetja in pomladi.
- Detajl oblačila.